# スティーブン・キプロティチ
スティーブン・キプロティチ（Stephen Kiprotich、1989年2月27日 - ）は、ウガンダの陸上選手である。メイン種目はマラソン。

## 人物

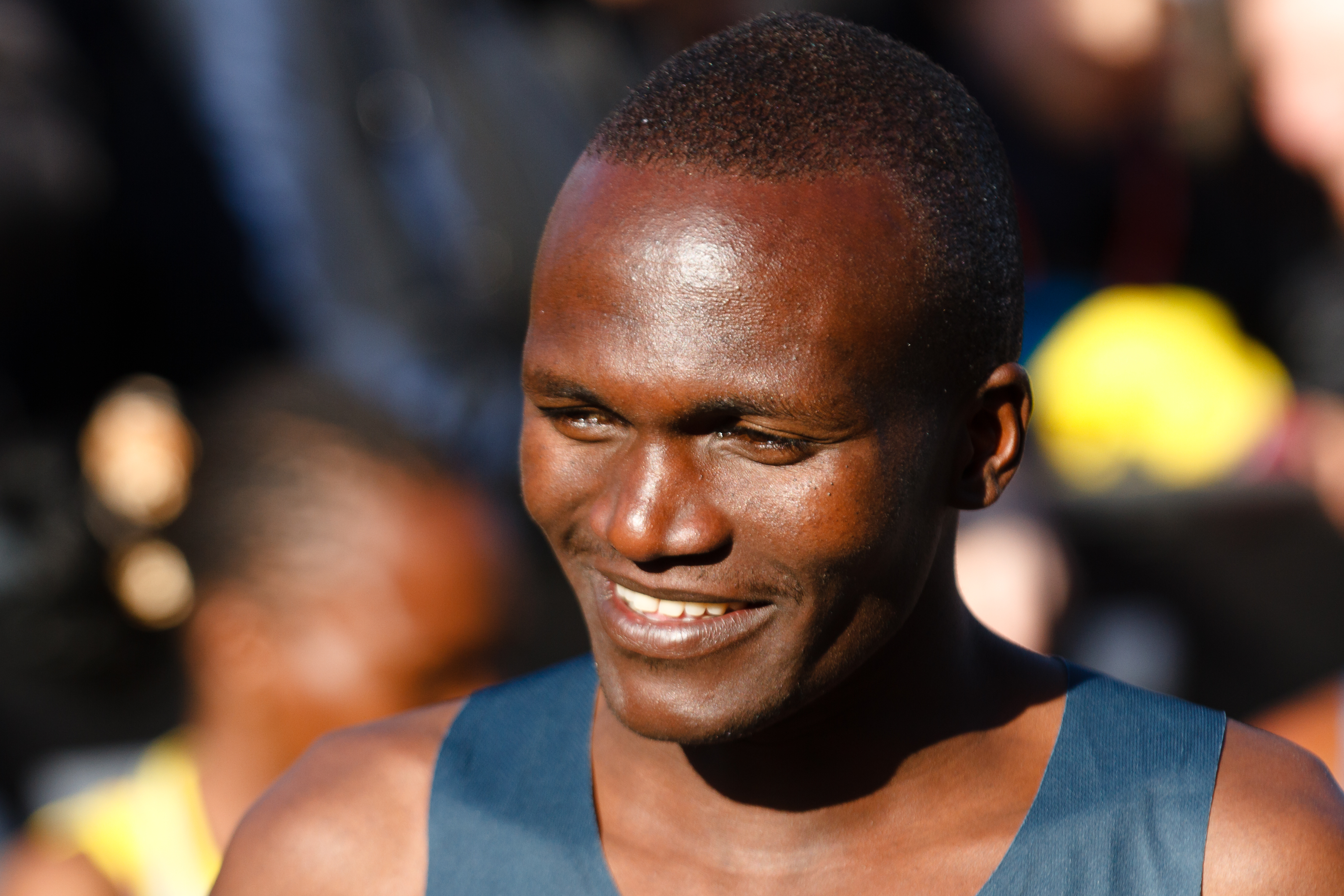
2014年パリハーフマラソンにて

2011年大邱世界陸上の男子マラソンは9位と入賞を逃し、2012年の東京マラソンでは、ラスト勝負で藤原新（日本）に負け3位になるなど、それまであまり実績を残していなかったが、2012年、ロンドン五輪男子マラソンにおいて前半から巧妙なレースをみせ、優勝候補筆頭の2時間3分台を持つウィルソン・キプサング、2009年世界陸上ベルリン大会と2011年世界陸上大邱大会金メダルのアベル・キルイなどに勝利し金メダルを獲得した。ウガンダ選手としては1972年のミュンヘンオリンピックの400mハードルで金メダルを取ったジョン・アキ＝ブア以来同国史上2人目のオリンピック金メダリストとなった。
2013年世界陸上モスクワ大会でも、猛暑の中優勝し、ゲザハン・アベラ以来史上2人目の五輪、世界陸上選手権での男子マラソン優勝を成し遂げた。（女子では、ロザ・モタが男女通じて初めて五輪、世界陸上選手権のマラソン優勝を果たしている。）

## マラソン成績
| 年月    | 大会名                       | タイム    | 順位 | 備考                                         |
| ------- | ---------------------------- | --------- | ---- | -------------------------------------------- |
| 2011.04 | エンスヘデマラソン           | 2：07：20 | 優勝 | 大会記録                                     |
| 2011.08 | 世界陸上大邱大会             | 2：12：57 | 9位  |                                              |
| 2012.02 | 東京マラソン                 | 2：07：50 | 3位  |                                              |
| 2012.08 | ロンドンオリンピック         | 2：08：01 | 優勝 | ウガンダ初の五輪男子マラソン金メダル         |
| 2013.04 | ロンドンマラソン             | 2：08：05 | 6位  |                                              |
| 2013.08 | 世界陸上モスクワ大会         | 2：09：51 | 優勝 | 五輪に続き世界陸上選手権男子マラソン金メダル |
| 2013.11 | ニューヨークシティマラソン   | 2：13：05 | 12位 |                                              |
| 2014.04 | ロンドンマラソン             | 2：11：37 | 12位 |                                              |
| 2014.11 | ニューヨークシティマラソン   | 2：13：25 | 5位  |                                              |
| 2015.02 | 東京マラソン                 | 2：06：33 | 2位  | 自己ベスト                                   |
| 2015.08 | 世界陸上北京大会             | 2：14：43 | 6位  |                                              |
| 2016.02 | 東京マラソン                 | 2：07：46 | 4位  |                                              |
| 2016.08 | リオデジャネイロオリンピック | 2：13：32 | 14位 |                                              |
| 2017.04 | ハンブルグマラソン           | 2：07：31 | 2位  |                                              |
| 2017.12 | 福岡国際マラソン             | 2：07：10 | 2位  |                                              |
| 2018.04 | ハンブルグマラソン           | 2：07：57 | 5位  |                                              |
| 2018.10 | トロントマラソン             | 2：11：06 | 7位  |                                              |
| 2019.04 | ハンブルグマラソン           | 2：08：31 | 3位  |                                              |